# Erysimum huber-morathii
Erysimum huber-morathii là một loài thực vật có hoa trong họ Cải. Loài này được Polatschek mô tả khoa học đầu tiên năm 1985.